# Litmerk
Litmerk je naselje v Občini Ormož.